# Сухая Буйвола (село)
Суха́я Буйвола́ — село в Петровском районе (муниципальном округе) Ставропольского края Российской Федерации.

## Варианты названия
- Сухая буйвола,
- Сухая-Буйвола[2].

## География
Расстояние до краевого центра: 110 км. Расстояние до районного центра: 22 км.
На территории села есть одноименный водоём, в который впадает одноимённая река. Расположен водоём в восточной части села. Его площадь около 15 гектаров.
В северной части села есть еще один водоём под диалектным названием "Дурнуша". Его площадь примерна 3 гектара.
Река Сухая Буйвола получила название из-за пересыхания в летнее время года.

## История
В сборнике «Ставропольская губерния в статистическом, географическом историческом и сельскохозяйственном отношениях» издания 1897 года село описывается так:

Село расположено при реке Буйволе, в балке, защищённой двумя возвышенностями…
Сухобуйволинское — одно из старых сёл на Кавказе: оно основано в 1764 году…
Коренные жители села — великороссы из Курской, Орловской, Черниговской и Воронежской губерний, а иногородние из Полтавской, Тамбовской, Саратовской, Астраханской и Пензенской губерний…
После земледелия и скотоводства, как на источник заработка, нужно указать на извоз на волах, которым занимается половина домохозяев села. 210 дворовъ им-вють фруктовые сады.
Промыслы. Некоторое развитие получили в селе два ремесла: портняжное и сапожное. Первым занимаются 20 человек, а вторым — 15. Кроме того в селе 3 кузнеца и 2 бондаря…
Для подачи медицинской помощи больным в селе есть фельдшер…
Расстояние от села до Ставрополя — 85 вёрст, до железнодорожной станции Палагиада Владикавказской ж. д. — 80 вёрст…
— А.Твалчрелидзе Ставропольская губерния в статистическом, географическом историческом и сельскохозяйственном отношениях. 1897 год
Сухобуйволинское является одним из самых старых сёл на Кавказе, оно основано в 1764 году. К сожалению, преданий о его населении и первом времени существования среди жителей не сохранилось. Известно только, что сначала это был хутор села Медведского.
За более чем 100-петний период существования, селу, вероятно, много пришлось испытать притеснений от горцев и других туземцев. В памяти жителей осталось только одно последнее нападение горцев в 1858 году. Население встретило горцев с оружием в руках. Во время схватки 5 крестьян были убиты, а двух женщин захватили в плен.
В 1892 году быпа холера, от которой умерло 47 человек.
1900 г - село вошло в состав Бладарненского уезда
В 1902 году в селе проживало 4953 человека; количество надельной земли составляло 20 256 десятин (из них под посевами — 7014 десятин); количество голов крупного рогатого скота — 4343, овец — 5564:15.
В 1909 году село состояло из:
- Хутор Григория Толмачева
- Хутор Камбулат (зимовка)
- Зимовка Шуленина
- Хутор Заикина
- Хутор Белоусова и Попова

В 1922 году в Сухой Буйволе было образовано мелиоративное товарищество «Красный Хлебороб № 2».
В 1935 г - село вошло в состав Гофицкого района
Указом Президиума Верховного Совета РСФСР от 20 августа 1953 Гофицкий район упразднен, а село передано в состав Петровского района
В начале июля 2010 года в ходе стихии река Сухая Буйвола переполнилась и в 350 домовладениях были повреждены хозяйственные подворья, три дома было разрушено, размыло около 30 километров дорог, шесть пешеходных и четыре автомобильных моста. Примерно половина жителей села осталась без воды и света. 8 июля платины реки Сухая Буйвола, притока Мокрой Буйволы, были прорваны и вода начала идти на город Благодарный.
В 2011 году село удостоилось звания "Самое благоустроенное сельское поселение России"
2004 по 2017 год село образовывало упразднённое сельское поселение село Сухая Буйвола.

## Развитие села во второй половине XX века
Во второй половине двадцатого века в селе начинается активное возведение и строительство основных объектов в селе. Были построены дворец культуры (1964-1966), здание администрации (1972–1976), аптека (1977), пионерский лагерь «Радуга» (1978).

## Население
| 1897  | 1902  | 1903  | 1908  | 1925  | 1926  | 1989  | 2002  | 2010  |
| ----- | ----- | ----- | ----- | ----- | ----- | ----- | ----- | ----- |
| 4379  | ↗4953 | ↘4342 | ↗5803 | ↘4684 | ↗5238 | ↘3412 | ↗3463 | ↘3432 |
| 2011  | 2012  | 2013  | 2014  | 2015  | 2016  | 2017  | 2021  | 2023  |
| ↘3418 | ↘3400 | ↘3345 | ↗3347 | ↘3317 | ↗3324 | ↘3298 | ↘3124 | ↘3108 |

Гендерный состав
По итогам переписи населения 2010 года проживали 1619 мужчин (47,17 %) и 1813 женщин (52,83 %).
Национальный состав
По данным переписи 2002 года, 97 % населения — русские.
По итогам переписи населения 2010 года проживали следующие национальности (национальности менее 1 %, см. в сноске к строке "Другие"):
| Национальность | Численность | Процент |
| -------------- | ----------- | ------- |
| Русские        | 3256        | 94,87   |
| Цыгане         | 36          | 1,05    |
| Другие         | 140         | 4,08    |
| Итого          | 3432        | 100,00  |

## Инфраструктура
- Дом культуры[33]
- Библиотека. Открыта 14 октября 1922 года[34]
- Народный музей села Сухая Буйвола[35]. Более 3000 музейных экспонатов[36]
- Участковая больница. Открыта 23 декабря 1975 года[37]
- Радиолокационный комплекс двойного назначения Ростовского зонального центра ОВД[38]
- Завод по розливу воды[39]
- Физкультурно-оздоровительный центр[40].

## Уличная сеть
В селе находится 18 улиц: Гражданская, Гузеева, Застроечная, Зелёная, Юбилейная, Ключевая, Красная, Красноармейская, Кузнечная, Майская, Подгорная, Подлесная, Песчаная, Первая, Рассыпная, Садовая, Советская, Школьная, Выездная

## Образование
- Детский сад № 20 «Буратино». Открыт 8 марта 1988 года как детсад-ясли № 20 «Буратино»[41]
- Средняя общеобразовательная школа № 17[42]

## Галерея

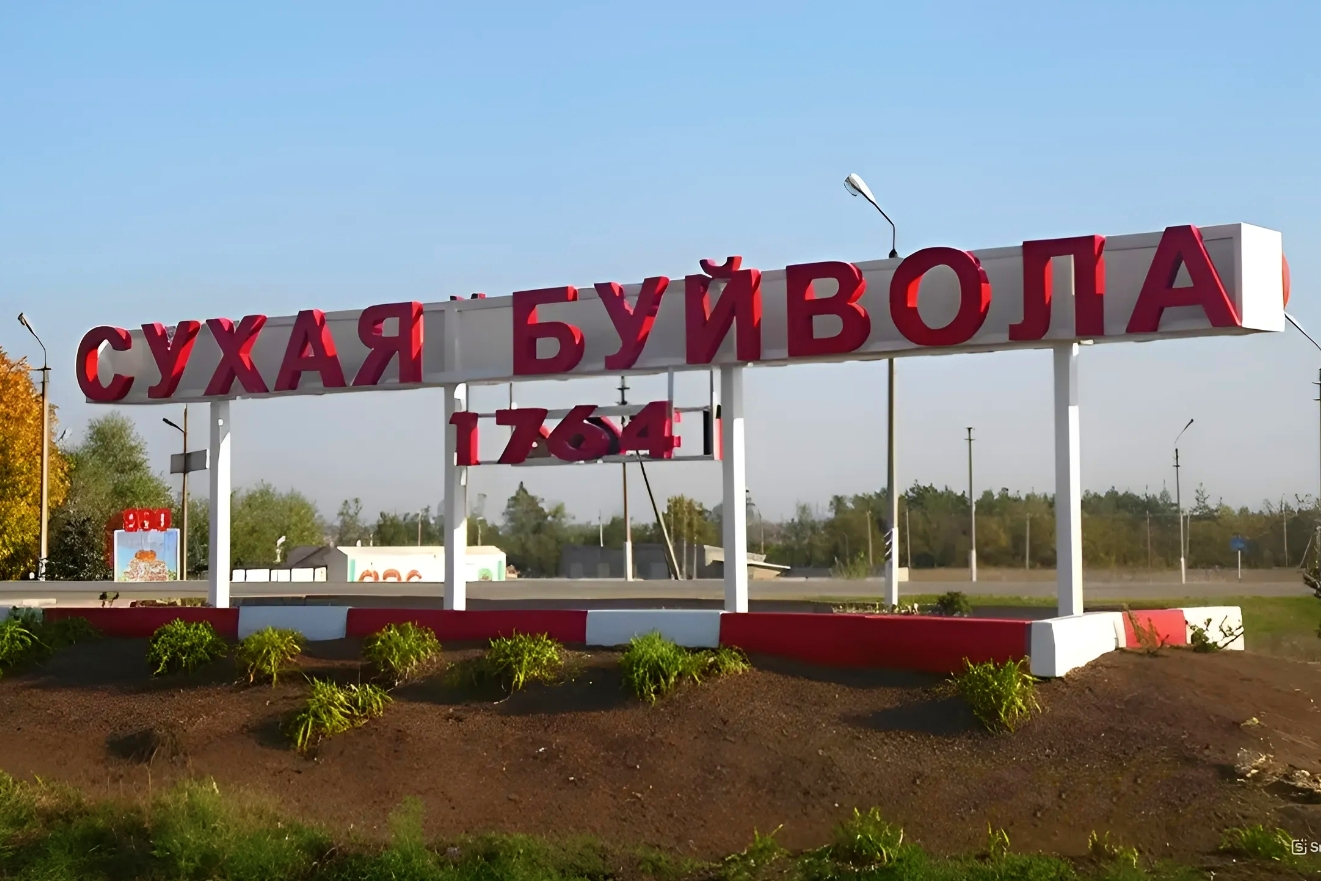
Стела Сухая Буйвола
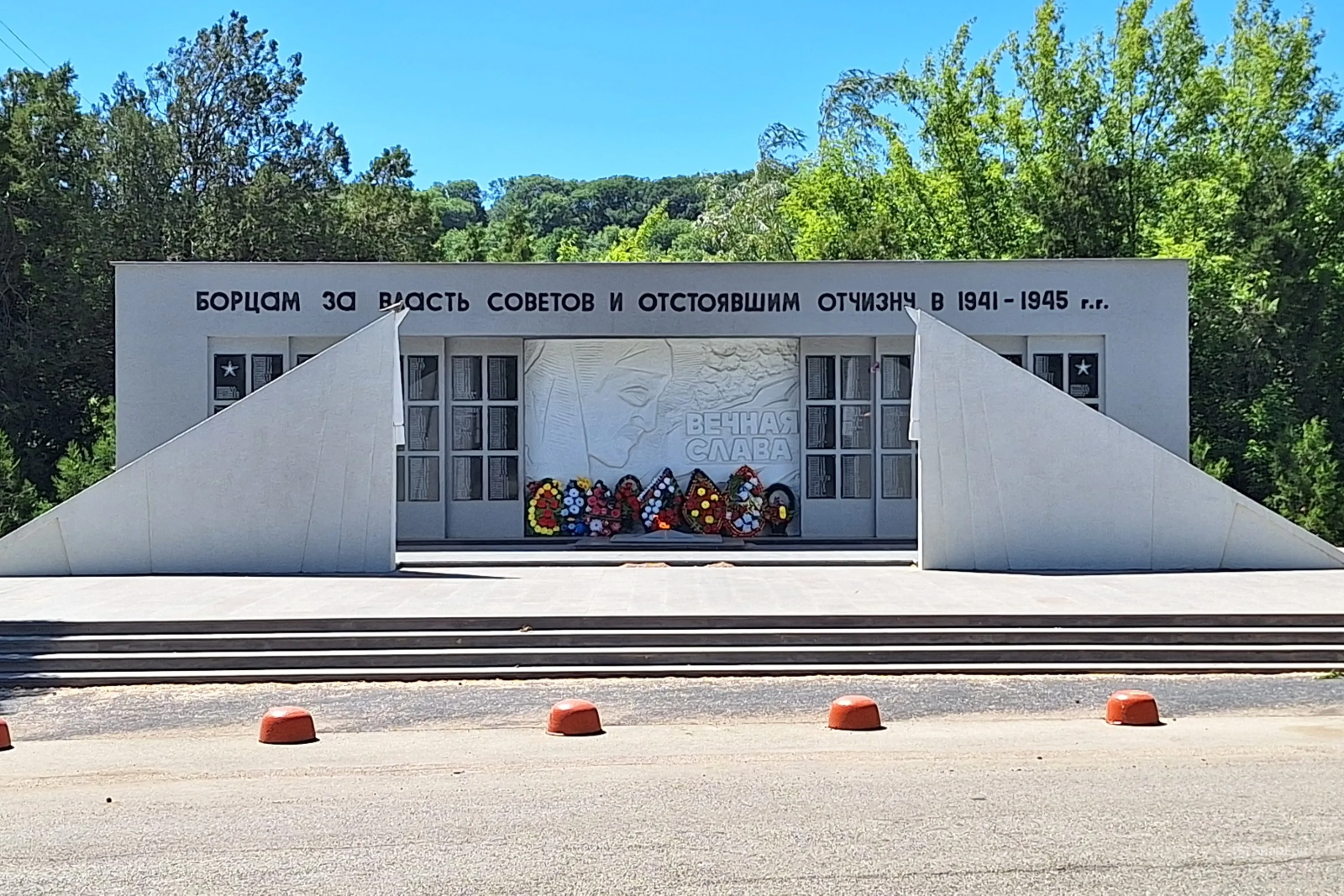
Памятник Великой Отечественной войны
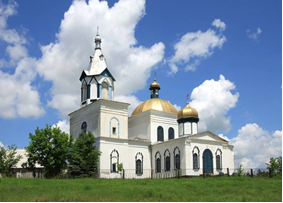
Сельская церковь

## Русская православная церковь

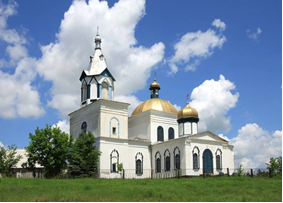
Сельская церковь

В 1841 году на средства прихожан началось строительства каменной церкви Святителя Николая Чудотворца. При его строительстве использовался типовой проект русского архитектора Константина Андреевича Тона, известного как автора Храм Христа Спасителя|Московского Храма Христа Спасителя.
Постройка церкви окончена в 1849 году. Освящение храма состоялось в 1855г в честь Святителя Николая Чудотворца.

## Памятники
- Памятник В. И. Ленину. 1966 год[44]

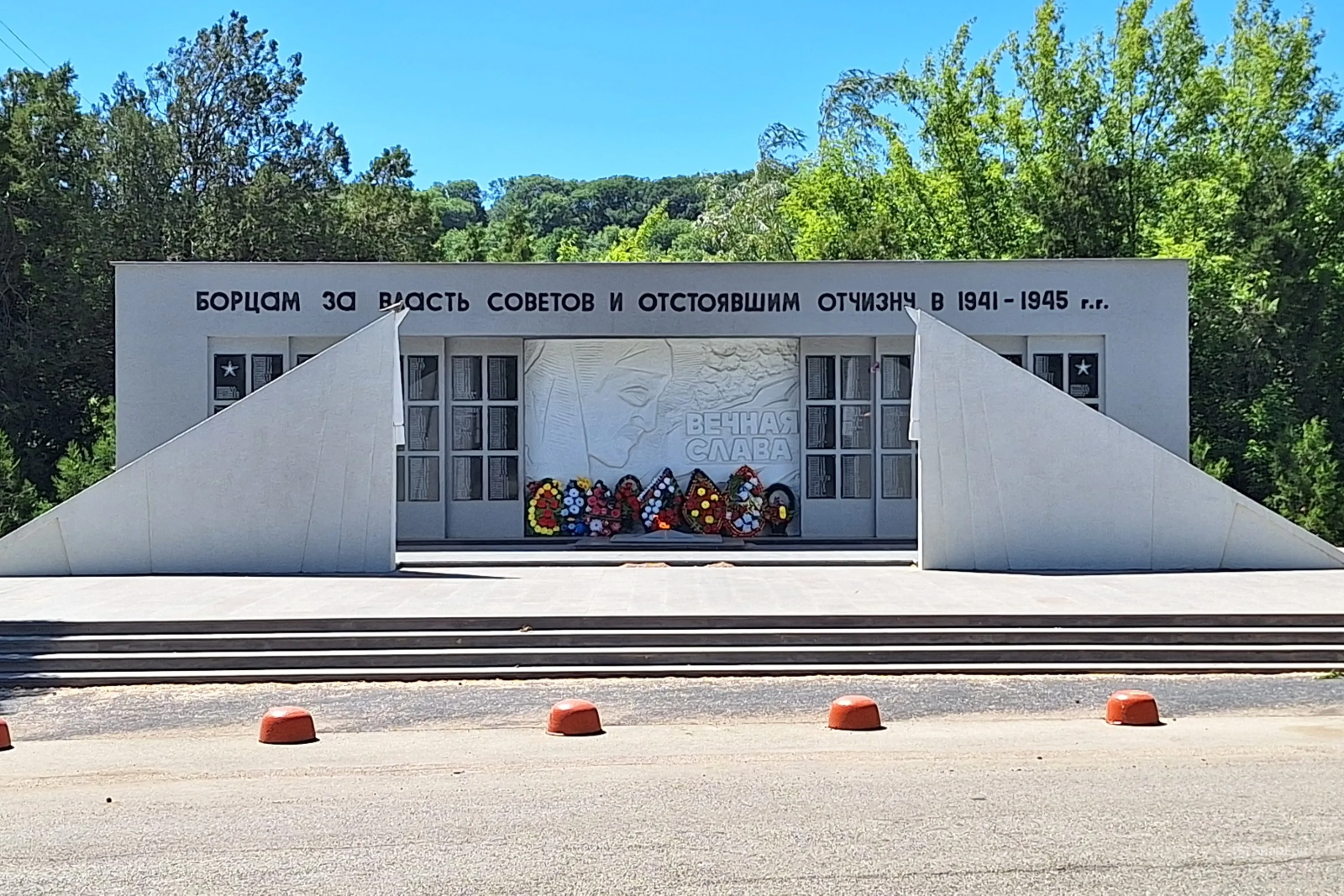
Вечный огонь в Сухой Буйволе

- Братская могила красных партизан, погибших в годы гражданской войны. 1968 год[45]
- Памятник воинам-односельчанам, погибшим в годы Великой Отечественной войны 1941—1945 гг. 1970 год[46]. По другим данным Открыт 9 мая 1975 года[47]
- На территории школы № 17 установлен бюст А. В Суворова[48]
- Памятник установленный в честь 200-летия села Сухая Буйвола. 1964 год[49]

## Кладбище
- Общественное открытое кладбище (ул. Песчаная, 13). Площадь участка 52 240 м²[50].